# Lithocarpus listeri
Lithocarpus listeri är en bokväxtart som först beskrevs av George King och Joseph Dalton Hooker, och fick sitt nu gällande namn av Andrew John Charles Grierson och David Geoffrey Long. Lithocarpus listeri ingår i släktet Lithocarpus och familjen bokväxter. Inga underarter finns listade.